# The Berlin Project
The Berlin Project — американская панк-рок-группа из города Питтсбург, штата Пенсильвания, играющая в стиле панк, ска-панк (ранние годы) и альтернативный рок. За десять лет своего существования, группа провела туры по Северной Америке с популярными группами The Matches, Punchline, Sloppy Meateaters, The Unsung Zeros, The Juliana Theory, Midtown, River City High, Catch 22 и Clearview Kills.

## История

### Начало и первые успехи (1995—2002)
Группу основали в 1995 году пятеро друзей, вокалист Джон Керриган, ударник Джо Рокуэлл, бас-гитарист Брэд Эванович, гитарист Брайан Камп и клавишник Аарон Медиэйт. Группа получила своё название от компьютерной программы, которая называлась Berlin Project. Свой первый успех ребята сделали в 1998 году, исполнив кавер-песню Снуп Догга Gin and Juice, группу заметила малобюджетная студия Sour Records, которая помогла в дальнейшем группе раскрутиться и выпустить свой первый студийный альбом Running For the Border. В 1999 году Berlin Project выпустили второй студийный альбом Culture Clash, на записывающемся инди-лейбле Orange Peal Records. Альбом разошёлся в несколько тысяч копий и не принес большого успеха группе, альбом критиковали за то что это был очень предсказуемый ска-панк, который в конце 90-х был не так популярен.
В 2000 году вышел EP альбом группы, The Transitions Radio, значительно отличающийся от Culture Clash своим стилем и звучанием. Альбом не получил высоких оценок, но и не был раскритикован. В 2002 году группа отправилась на Летний Фестиваль Скейтеров и Серфенгистов с группами Stone Temple Pilots и Everclear.

### Известность и роспуск группы (2003—2005)
В 2003 году Berlin Project начали записывать новый альбом. 20 апреля 2004 года состоялся релиз третьего студийного альбома The Things We Say, который принес огромный успех группе. К началу лета Berlin Project закончили два северо-американских тура в качестве содействующих групп со Art Punkers, The Matches, а затем в качестве главной разогревающей группой для Steel Train. Немного позже перед возвращением домой в Питтсбург, группе выпала честь играть на X-Fest который состоялся в The Post Gazzette Pavilion, в котором они выступали на одной сцене с The Offspring, Switchfoot и Punchline. Вскоре группа объявила о своём распаде, из-за разногласий между участниками. 2 августа 2004 года они отыграли свой последний концерт в своём родном городе Питтсбурге в клубе Лага с группами River City High и Clearview Kills. К 2005 году группа распалась.

### Временное воссоединение (2009)
В августе 2009 года Джон Керриган собрал временных участников для проведения тура. Во время тура в составе были Джон Керриган, Чак Роча, Пол Менотиадес и Кори Муро. Концерты проходили в штатах Пенсильвания, Огайо и Мэриленд. В январе 2011 года умер основатель группы, Джон Керриган.

## Дискография

### Студийные альбомы
- 1998: Running For the Border
- 1999: Culture Clash [4]
- 2004: The Things We Say [5]

### EPs
- 2000: The Transitions Radio [6]

## Состав
- Джон Керриган (вокал, ведущая гитара): 1995—2005, 2009
- Пол Менотиадес (вокал, ритм-гитара): 2009
- Чак Роча (бас-гитара, бэк-вокал): 2002—2003, 2009
- Кори Муро (ударные): 2009

Бывший
- Джон Белан (вокал, ритм-гитара): 2002—2005
- Ник Ревак (ударные): 1999—2005
- Аарон Медиайт (клавишные, саксофон): 1997—2005
- Тим Шульц (бас-гитара, бэк-вокал): 2003—2005
- Брэд Эванович (бас-гитара, бэк вокал) : 1995—2002
- Джим Огг (перкуссия) : 1999—2003
- Брайан Камп (ритм-гитара, бэк-вокал) : 1995—2002
- Джо Рокуэлл (ударные) : 1995—1999
- Эрик Порадо (труба) : 1997—2000
- Майкл «Nacho» Кроусби (альт-саксофон, бэк-вокал) : 1998—2000
- Брайн Коулс (труба) : 1998—2000
- Джон Калег (тромбон) : 1998—2000
- Шон МакАфи (клавишные, тромбон) : 1998—2000